# (1714) Sy
(1714) Sy ist ein Asteroid des Hauptgürtels, der am 25. Juli 1951 vom französischen Astronomen Louis Boyer in Algier entdeckt wurde.
Benannt wurde der Asteroid nach dem französischen Astronomen Frédéric Sy.